# I. e. 419
Évszázadok: i. e. 6. század – i. e. 5. század – i. e. 4. század
Évtizedek: i. e. 460-as évek – i. e. 450-es évek – i. e. 440-es évek – i. e. 430-as évek – i. e. 420-as évek – i. e. 410-es évek – i. e. 400-as évek – i. e. 390-es évek – i. e. 380-as évek – i. e. 370-es évek – i. e. 360-as évek
Évek: i. e. 424 – i. e. 423 – i. e. 422 – i. e. 421 –  i. e. 420 – i. e. 419 – i. e. 418 – i. e. 417 – i. e. 416 – i. e. 415 – i. e. 414

## Események

### Görögország
- Tavasszal Athénban Alkibiadészt és Nikiaszt választják sztratégosznak.
- Mantineiában megpróbálják feloldani az Argosz és az Epidaurosz közötti konfliktust, de nem járnak sikerrel. Az év végén Argosz megtámadja Epidauroszt. Argosz segítségére érkezik Alkibiadész ezer athéni katonával, míg Spárta Epidauroszt támogatja 300 hoplitával, de haboznak nyílt konfrontációba kerülni Argosszal.

### Itália
- Rómában consuli jogkörű katonai tribunusok: Agrippa Menenius Lanatus, Spurius Nautius Rutilus, Publius Lucretius Tricipitinus és Caius Servilius Axilla.
- Rómában a rabszolgák összeesküvést szerveznek a város felgyújtására és a Capitolium elfoglalására, de két társuk elárulja őket.

## Fordítás
- Ez a szócikk részben vagy egészben  a(z)   419 av. J.-C. című francia Wikipédia-szócikk ezen változatának fordításán alapul.  Az eredeti cikk szerkesztőit annak laptörténete sorolja fel. Ez a jelzés csupán a megfogalmazás eredetét és a szerzői jogokat jelzi, nem szolgál a cikkben szereplő információk forrásmegjelöléseként.